# Edifici de la Presó (Calafell)
L'Edifici de la Presó és una obra de Calafell (Baix Penedès) protegida com a bé cultural d'interès local.

## Descripció
Es tracta d'un immoble de planta trapezoïdal, d'una única crugia, format per planta baixa i dues plantes altes; amb coberta de dues vessants, amb el carener paral·lel a la façana principal. La composició de les plantes altes és simètrica. A la planta baixa, a l'esquerra, hi ha una porta d'arc escarser que conserva el batent de fusta original, mitjançant la qual s'accedeix al recinte de l'antiga presó. Més a la dreta hi ha un portal d'arc de mig punt amb una reixa de ferro al timpà, al qual es va reduir l'amplada. Al seu costat dret hi ha una porta rectangular. A la primera planta hi ha, al centre, un balcó amb llosana de pedra i barana de ferro. A cada costat hi ha una finestra, rectangular vertical, amb clavellinera de pedra tallada decorada amb formes geomètriques. A la segona planta hi ha un balcó, més petit, amb llosana de pedra i sense barana, el qual es mostra tapiat. A cada costat també hi ha una finestra amb clavellinera de pedra treballada. A la part superior de la façana hi ha un ràfec amb una canal formada per peces de terrissa (tortugada). La façana és arrebossada amb morter de ciment i pintada de color blanc, a excepció del sòcol, que és de color gris.